# Маргарита Медичи
Маргари́та Ме́дичи (итал. Margherita de Medici; 21 мая 1612, Флоренция, великое герцогство Тосканы — 6 февраля 1679, Парма, герцогство Пармы и Пьяченцы) — принцесса из дома Медичи, дочь Козимо II, великого герцога Тосканы. В замужестве — герцогиня Пармы и Пьяченцы. Овдовев, с 1646 по 1648 год управляла герцогствами на правах регента при несовершеннолетнем наследнике.

## Биография

### Ранние годы

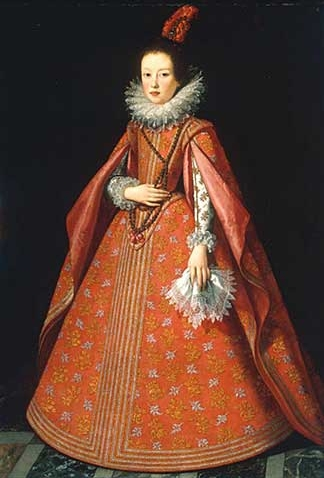
Детский портрет кисти Сустерманса (1622). Уффици, Флоренция

Маргарита Медичи родилась во Флоренции 21 мая 1612 года. Она была второй дочерью и четвёртым ребёнком в многодетной семье Козимо II, великого герцога Тосканы и Марии Магдалины Австрийской, эрцгерцогини из дома Габсбургов. Детство принцессы прошло при дворе во Флоренции. Как и все дети великих герцога и герцогини, она получила хорошее образование: прекрасно владела латинским и итальянским языками, разбиралась в литературе, музыке и искусстве.
14 февраля 1627 года принцесса Маргарита была помолвлена с Одоардо, герцогом Пармы и Пьяченцы, который ранее был обручён с её старшей сестрой, принцессой Марией Кристиной. Предыдущая помолвка длилась семь лет и была разорвана из-за обострившихся проблем со здоровьем у невесты. В интересах обоих домов было принято решение о новом обручении.
Династический брак, закреплявший союз между герцогством Пармы и великим герцогством Тосканы, не отвечал интересам французского королевства, которое стремилось расширить своё влияния на итальянские государства. По совету первого министра, кардинала де Ришельё, вдовствующая королева Мария Медичи, приходившаяся двоюродной сестрой великому герцогу Тосканы, предложила Козимо II отдать замуж принцессу Маргариту за её младшего сына, Гастона, герцога Орлеана, а за герцога Пармы выдать замуж принцессу Анну — младшую дочь великого герцога. План вдовствующей королевы был поддержан римским папой Урбаном VIII, но отвергнут дворами в Парме и Флоренции.

### Герцогиня и регент
11 октября 1628 года в кафедральном соборе Флоренции состоялось венчание принцессы Маргариты и герцога Одоардо. Свадебные торжества продолжились в Парме, куда молодожёны прибыли 6 декабря того же года. В их честь в театре Фарнезе была дана премьера оперы «Меркурий и Марс» на музыку Клаудио Монтеверди и слова Клаудио Акиллини. В правление Одоардо I и Маргариты в 1630 году разразилась эпидемия чумы, одним из последствий которой было недовольство подданных, усилившееся из-за контраста между роскошью двора и налоговым бременем, возложенным на народ, а также из-за про-французской политики герцога. Супруг Маргариты скончался от инсульта 12 сентября 1646 года в Пьяченце.
Вдовствующая герцогиня стала регентом при несовершеннолетнем сыне и правила вместе с деверем, кардиналом Франческо Марией Фарнезе, после смерти которого 12 июля 1647 года, исполняла регентские обязанности единолично. В том же году Маргарита совершила паломничество в базилику Святой хижины в Лорето. 17 сентября 1648 года герцог Рануччо II приступил к самостоятельному правлению. Почти сразу между ним и матерью возникли разногласия, появление которых Маргарита приписывала влиянию государственного секретаря Якопо Гауфридо. Последнего вдовствующая герцогиня, не без оснований, считала французским шпионом и недолюбливала ещё со времени правления покойного мужа. Она хотела сделать государственным секретарём генерала Франческо Серафини, пользовавшегося её покровительством. Наконец, после поражения во второй войне за герцогство Кастро, ей удалось добиться опалы Гауфридо. Его казнили в январе 1650 года в Пьяченце.

### Поздние годы
Не сложились отношения у Маргариты и с обеими невестками старшего сына. В апреле 1660 года герцог Рануччо II сочетался первым браком с принцессой Маргаритой Виолантой Савойской. Почти сразу между свекровью и невесткой возникла взаимная вражда. Разногласия с сыном  из-за этого обострились настолько, что он посоветовал матери вернуться во Флоренцию. В октябре 1660 года их отношения окончательно испортились. Новый год герцогиня встретила в одиночестве. В апреле 1661 года она уехала во Флоренцию на свадьбу племянника — наследного принца Козимо и принцессы Маргариты Луизы Орлеанской и не спешила с возвращением. Маргарита приехала в Парму в августе 1661 года. Её отношения с сыном наладились только после смерти его первой жены вследствие родов в апреле 1663 года. Через год Рануччо II сочетался вторым браком с принцессой Изабеллой д’Эсте, к которой его мать испытывала ту же неприязнь, что и к первой невестке.
Отстранённая сыном от государственных дел, герцогиня вела активную переписку с братьями. В своих письмах к ним она писала о том, как развлекалась, например, о своих рыбалке и охоте, о своём здоровье, интересовалась состоянием здоровья братьев. В 1671 году вдовствующая герцогиня некоторое время гостила в Инсбруке у младшей сестры Анны Медичи, графини Тироля и эрцгерцогини Австрии. Своё последнее письмо она написала в последний день января 1679 года. Маргарита Медичи умерла 6 февраля 1671 года в Парме и была похоронена в усыпальнице дома Фарнезе в базилике Санта-Мария-делла-Стекката. В память о герцогине в храмах Пармы и Пьяченцы были прочитаны эпитафии, написанные Оттавио Ланди, Бенедетто Бакчайни и Феличе Ротонди.

## Взгляды и увлечения
Всю жизнь Маргарита поддерживала тесные отношения с Флоренцией, куда она ездила в 1639 и 1651 годах. Герцогиня была сторонницей сближения позиций домов Медичи и Фарнезе во внешней политике. При ней пармский двор испытал сильное влияние флорентийской культуры и придворного этикета. Маргарита покровительствовала балету и музыкальному театру. По приглашению герцогини в Парме неоднократно выступал певец Ипполито Фузаи, служивший у её брата — кардинала Леопольдо Медичи. Она покровительствовала также живописцам. Любимым художником герцогини был Юстус Сустерманс, написавший несколько её портретов в разном возрасте. Портрет герцогини 1635 года был написан Франческо Коппа по заказу кардинала Джанкарло Медичи, ещё одного брата Маргариты. С последним её также объединяло увлечение садоводством.

## Брак и потомство
11 октября 1628 года во Флоренции Маргарита Медичи сочеталась браком с Одоардо I (28.04.1612 — 11.09.1646), 5-м герцогом Пармы и Пьяченцы из дома Фарнезе, герцогом Кастро и Рончильоне, сыном Рануччо I, герцога Пармы и Пьяченцы и Маргариты Альдобрандини. В этом браке родились восемь детей, двое из которых умерли в младенческом возрасте:
- Екатерина (02.10.1629 — 11.10.1629), принцесса Пармская и Пьяченцская, умерла вскоре после рождения;
- Рануччо (17.09.1630 — 11.12.1694), герцог Пармы и Пьяченцы под именем Рануччо II, герцог Кастро и Рончильоне, сочетался первым браком на принцессе Маргарите Виоланте Савойской (15.11.1635 — 29.04.1663), вторым — на принцессе Изабелле Моденской (03.10.1635 — 17.08.1666) и третьим — на принцессе Марии Моденской (08.12.1644 — 20.08.1684);
- Адессандро (10.01.1635 — 18.02.1689), принц Пармский и Пьяченцский, генерал в армиях Венецианской республики и Испанского королевства, вице-король Наварры и Каталонии, правитель Нидерландов, адмирал и государственный советник Испанского королевства, состоял во внебрачной связи с актрисой и проституткой Марией де Лао-и-Карильо, от которой имел потомство[10];
- Орацио (24.01.1636 — 02.11.1656), принц Пармский и Пьяченцский, генерал армии Венецианской республики;
- Мария Екатерина (03.09.1637 — 27.04.1684), принцесса Пармская и Пьяченцская, приняла постриг и стала монахиней-кармелиткой под именем Терезы Маргариты Воплощения в монастыре Святых Антония и Терезы в Парме[11];
- Мария Магдалина (15.07.1638 — 11.03.1693), принцесса Пармская и Пьяченцская;
- Пьетро (20.04.1639 — 04.03.1677), принц Пармский и Пьяченцский, сеньор Пенне, Леонессы, Ортоны и Читтадукале;
- Оттавио (05.01.1641 — 04.08.1641), принц Пармский и Пьяченцский, умер вскоре после рождения.